# Əlibəyli (Tovuz)
Əlibəyli è un comune dell'Azerbaigian situato nel distretto di Tovuz. Conta una popolazione di 2 497 abitanti.